# Anderson Cueto
Anderson Denyro Cueto Sánchez (Lima, 24 maggio 1989) è un ex calciatore peruviano, di ruolo centrocampista.

## Carriera

### Club
Cueto ha iniziato la sua carriera nelle giovanili dello Sporting Cristal. Nel luglio 2008, ha lasciato il Cristal e si è accasato ai polacchi del Lech Poznań. Dopo due anni a Poznań, Cueto è ritornato allo Sporting Cristal nel luglio 2010.
Con il Cristal ha raccolto 11 presenze e un gol nella restante seconda metà della stagione 2010. L'11 gennaio 2011, Anderson ha lasciato il Cristal e ha firmato un contratto triennale con il Juan Aurich. Il 29 gennaio 2013, Cueto ha firmato un contratto con l'Alianza Lima.

### Nazionale
Con l'Under-20 ha preso parte al Sudamericano di categoria nel 2009.

## Palmarès

### Club

#### Competizioni nazionali
- Coppa di Polonia: 1

Lech Poznań: 2008-2009
- Supercoppa di Polonia: 1

Lech Poznań: 2009
- Campionato polacco: 1

Lech Poznań: 2009-2010